# Srebrna Góra (Warszawa)
Srebrna Góra – osiedle w dzielnicy Białołęka w Warszawie.
W przeszłości istniał tu nazwany tak majątek ziemski z parkiem, dziś nazywanym parkiem Wiśniewo, nad Kanałem Henrykowskim. Obok parku znajduje się osiedle nowych domów, które przyjęło historyczną nazwę.
Od dawnego majątku pochodzi nazwa biegnącej w pobliżu ulicy Srebrnogórskiej.
Srebrna Góra była zaznaczana na międzywojennej Mapie Szczegółowej Polski 1:25 000 WIG i jej wydaniu powojennym. Obecnie zwykle zaliczana do Wiśniewa.